# 绣湖站
绣湖站是金华轨道交通金义东线的一座车站，位于中华人民共和国浙江省金华市义乌市稠江街道绣湖街道国贸大道和香山路交叉口西侧。金义东线义乌段沿国贸大道布置，国贸大道系由原浙赣铁路义乌段改建而成的城市道路。本站是金义东线义乌市区内的最后一个高架车站，线路于本站东侧至秦塘区间入地。车站站房于2020年11月封顶，2022年8月30日投入使用。

## 车站结构
绣湖站为路中高架三层车站，沿国贸大道布置，总建筑面积为8476平方米。
| 2层  | 侧式站台，右侧开门 | 侧式站台，右侧开门           | 侧式站台，右侧开门 | 侧式站台，右侧开门 |
|      |                    | █ 金义东线 往金华站（稠江）  |                    |                    |
|      |                    | █ 金义东线 往秦塘（终点站）  |                    |                    |
|      | 侧式站台，右侧开门 |                              |                    |                    |
| 1层  | 站厅               | 票务服务、自动售票机、卫生间 |                    |                    |
| 地面 |                    | 出入口                       |                    |                    |

### 出入口
绣湖站共设有4个出入口。
| 编号          | 建议前往的目的地                                     | 图片 |
| ------------- | ---------------------------------------------------- | ---- |
| A1            | 国贸大道、秀禾路、绣湖西路、西城路、丹溪北路         |      |
| A2            | 国贸大道、秀禾路、农贸城中街、城中西路、西城路       |      |
| B1            | 国贸大道、铁东北路、贝村路、城中西路                 |      |
| B2            | 国贸大道、铁东北路、绣湖西路、香山路、县前街、学生路 |      |
| 註： 设有电梯 |                                                      |      |